# قطعنامه ۱۷۰۱ شورای امنیت

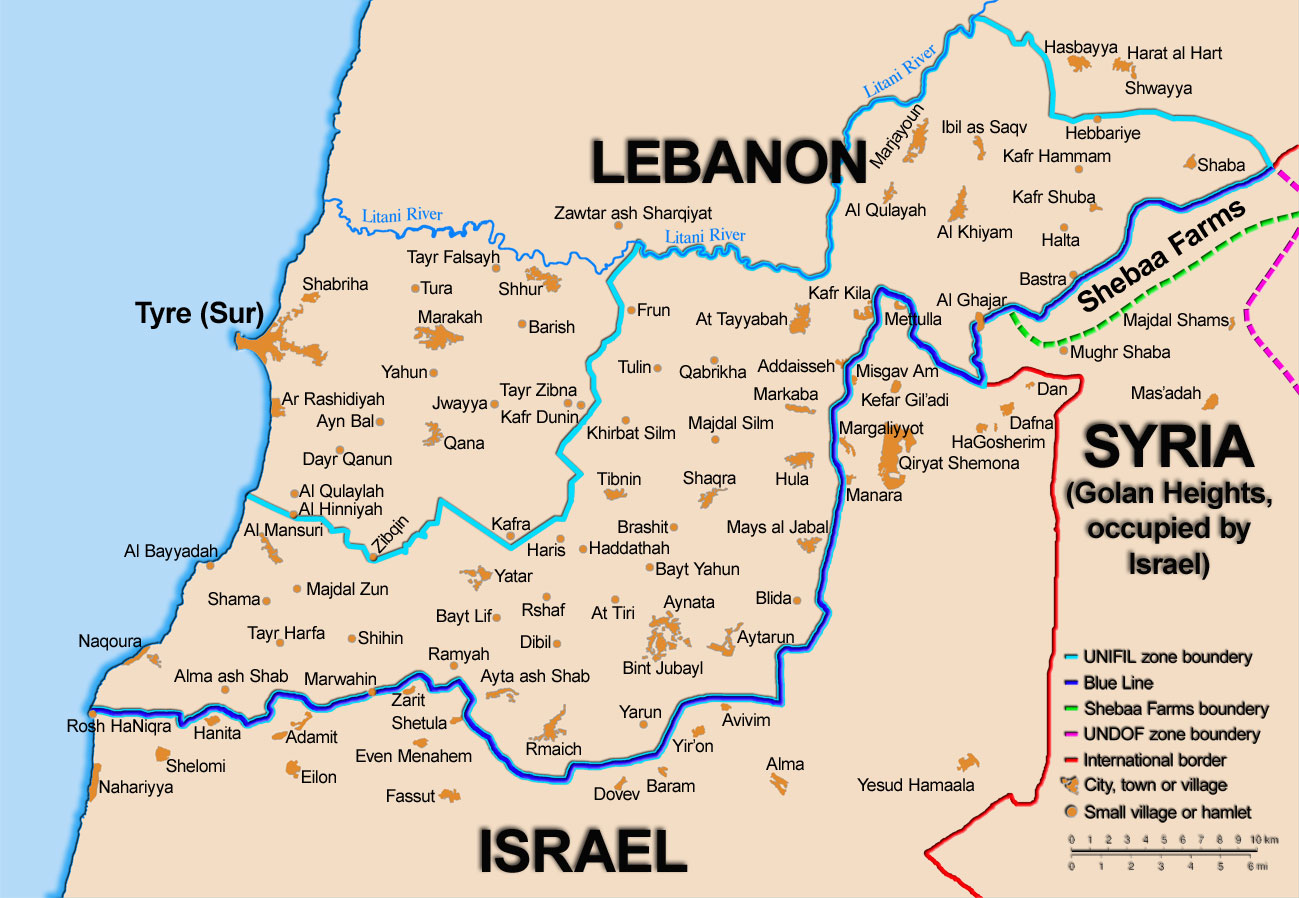
نقشه قسمت جنوبی رودخانه و مرزهای کشورهای همسایه

قطعنامه ۱۷۰۱ شورای امنیت سازمان ملل متحد قطعنامه‌ای است که با هدف حل و فصل جنگ لبنان در سال ۲۰۰۶ تصویب شد. این قطعنامه خواستار توقف کامل خصومت‌ها بین اسرائیل و حزب‌الله، خروج حزب‌الله و نیروهای دیگر از جنوب لبنان به سمت لیتانی، خلع سلاح حزب‌الله و گروه‌های مسلح دیگر، و خروج نیروهای اسرائیلی از لبنان است، به‌طوری‌که هیچ نیروی مسلحی به‌جز یونیفیل و ارتش لبنان در جنوب رودخانه لیتانی که حدوداً در شمال مرز جریان دارد، حضور نداشته باشد. این قطعنامه بر نیاز لبنان به اعمال کامل کنترل دولتی تأکید می‌کند و خواستار تلاش‌هایی برای رسیدگی به آزادی بی‌قید و شرط سربازان اسرائیلی ربوده شده است.
این قطعنامه به اتفاق ارا  توسط شورای امنیت سازمان ملل متحد در ۱۱ اوت ۲۰۰۶ تصویب شد. کابینه لبنان در ۱۲ اوت ۲۰۰۶ به اتفاق ارا این قطعنامه را تصویب کرد. در همان روز، حسن نصرالله، رهبر حزب‌الله، اعلام کرد که شبه‌نظامیانش به درخواست آتش‌بس احترام خواهند گذاشت. او همچنین گفت که پس از توقف حمله اسرائیل، حملات موشکی حزب‌الله به اسرائیل متوقف خواهد شد. در ۱۳ اوت، کابینه اسرائیل با ۲۴ رأی موافق و یک رأی ممتنع به نفع این قطعنامه رأی داد. آتش‌بس در روز دوشنبه، ۱۴ اوت ۲۰۰۶، ساعت ۸ صبح به وقت محلی آغاز شد، پس از افزایش حملات از سوی هر دو طرف.
تا سال ۲۰۲۴، این قطعنامه به‌طور کامل اجرا نشده بود. حزب‌الله و دیگر گروه‌های مسلح در جنوب لبنان به‌طور کامل عقب‌نشینی نکرده‌اند؛ به‌ویژه، حزب‌الله از آن زمان به‌طور قابل‌توجهی توانایی‌های تسلیحاتی خود را افزایش داده و تقریباً ۱۲۰,۰۰۰ تا ۲۰۰,۰۰۰ مهمات (موشک‌های بالستیک هدایت‌شونده کوتاه‌برد، موشک‌های بالستیک هدایت‌نشده کوتاه و میان‌برد، و راکت‌های هدایت‌نشده کوتاه و بلندبرد) انباشته کرده و استقرار نیروهای مسلح خود را در جنوب رودخانه لیتانی افزایش داده و تونل‌ها، انبارهای تسلیحاتی، باندهای فرود و تأسیسات نظامی ایجاد کرده است. لبنان همچنین اسرائیل را به عدم خروج کامل از اراضی لبنانی (قسمت شمالی روستای غجر، مزارع شبعا و تپه‌های کفر شوبا) و نقض مرزهای هوایی و دریایی خود متهم کرده است.

## پیش‌زمینه
دیپلمات اسرائیلی، تال بکر، در روز دوم جنگ ۲۰۰۶ اسرائیل و لبنان پیشنهادی برای «خروج دیپلماتیک» نوشت. پیشنهاد بکر در نهایت به پایه‌ای برای قطعنامه ۱۷۰۱ شورای امنیت سازمان ملل تبدیل شد.

### ۶–۸ اوت
نخست‌وزیر لبنان، فؤاد سنیوره، در ۶ اوت گفت که پیش‌نویس قطعنامه‌ای که توسط ایالات متحده و فرانسه نوشته شده بود «کافی نیست» و نبیه بری، رئیس مجلس لبنان که به عنوان رابط دیپلماتیک حزب‌الله عمل می‌کرد، این پیش‌نویس را رد کرد. این پیش‌نویس هیچ اشاره‌ای به خروج نیروهای اسرائیلی از لبنان نکرده بود.
لبنان در ۷ اوت پیشنهاد کرد که ۱۵,۰۰۰ سرباز به مرز جنوبی خود بفرستد اگر نیروهای اسرائیلی کشور را ترک کنند و مواضع خود را به نیروی موقت سازمان ملل واگذار کنند. پیش‌نویس قطعنامه سازمان ملل خواستار «توقف فوری همه حملات توسط حزب‌الله و توقف فوری همه عملیات نظامی تهاجمی توسط اسرائیل» بود. قطعنامه دوم بعداً نیروی صلح‌بانی بین‌المللی را تأسیس می‌کرد که به ارتش لبنان کمک می‌کرد کنترل مرز جنوبی کشور را به دست گیرد، جایی که حزب‌الله از زمان خروج اسرائیل در سال ۲۰۰۰ تسلط داشت.
قطعنامه بیان می‌کرد که نیروهای اسرائیلی باید به موازات استقرار نیروهای لبنانی و نیروهای یونیفیل در جنوب لبنان عقب‌نشینی کنند و تأکید می‌کرد که دولت لبنان باید کنترل تمام قلمرو لبنان را داشته باشد و «هیچ سلاحی بدون رضایت دولت لبنان و هیچ قدرتی جز قدرت دولت لبنان وجود نخواهد داشت.»
در ۸ اوت، چندین تغییر در پیشنهاد ایجاد شد. لبنان و متحدانش در اتحادیه عرب سازمان ملل را تحت فشار قرار دادند تا خواستار خروج فوری اسرائیل شود. چنین خروجی در پیش‌نویس قطعنامه ذکر نشده بود؛ حذف آن توسط دولت لبنان و دیپلمات‌های اتحادیه عرب غیرقابل قبول خوانده شد. پیشنهاد لبنان همچنین خواستار آن بود که اسرائیل به طور موقت کنترل کشتزارهای شبعا را به سازمان ملل واگذار کند.

### ۹–۱۱ اوت
دن گیلرمن، سفیر اسرائیل در سازمان ملل، گفت که با ایده استقرار نیروی سازمان ملل برای تثبیت منطقه مشکل دارد و به نیروی موقت سازمان ملل در لبنان به عنوان یک مثال اشاره کرد. کابینه امنیتی اسرائیل توصیه کرد که ارتش اسرائیل کمپین خود علیه حزب‌الله در جنوب لبنان را گسترش دهد. دیپلمات‌ها در سازمان ملل و بیروت تلاش‌های خود را برای تأمین قطعنامه سازمان ملل افزایش دادند.

### ۱۲ اوت
با وجود کمپین زمینی گسترش‌یافته، کابینه امنیتی اسرائیل احتمالاً در جلسه خود در ۱۳ اوت قطعنامه سازمان ملل را تأیید خواهد کرد، سفیر اسرائیل در ایالات متحده، دانیل آیالون، قبل از رأی‌گیری شورای امنیت گفت. متن نهایی قطعنامه به شورای امنیت سازمان ملل توزیع شد که به اتفاق آرا قطعنامه را پذیرفت.
قطعنامه خواستار توقف کامل همه خصومت‌ها، آزادی سربازان اسرائیلی ربوده‌شده، استقرار ۱۵,۰۰۰ نیروی بین‌المللی برای نظارت بر مرز لبنان و اسرائیل (افزایشی از ۲,۰۰۰ نیروی موجود در آن زمان) است. نیروهای سازمان ملل در منطقه با ۱۵,۰۰۰ نیروی لبنانی همراه خواهند شد. توافق همچنین خواستار آزادی دو سرباز اسرائیلی است که اسارت آنها توسط حزب‌اللهباعث آغاز درگیری شد. زیپی لیونی، وزیر امور خارجه اسرائیل، اصرار داشت که نیروهای اسرائیلی در جنوب لبنان باقی خواهند ماند تا زمانی که نیروی چندملیتی سازمان ملل مستقر شود، که به معنای آن است که استقرار نیروهای لبنانی برای خروج اسرائیل کافی نخواهد بود.

## قطعنامه
قطعنامه خواستار:
- توقف کامل خصومت‌ها. (OP1)
- اسرائیل باید تمامی نیروهای خود را از لبنان خارج کند و همزمان نیروهای لبنانی و یونیفیل در سراسر جنوب مستقر شوند. (OP2)
- یک راه‌حل بلندمدت بر اساس: (OP8)
  - خلع سلاح تمامی گروه‌های مسلح در لبنان. (به معنای حزب‌الله)
  - هیچ نیروی مسلحی به جز یونیفیل و لبنانی (به معنای نیروهای حزب‌الله و اسرائیل) نباید در جنوب رودخانه لیتانی باشد.
  - هیچ نیروی خارجی در لبنان بدون رضایت دولت آن نباشد.
  - ارائه تمامی نقشه‌های مین‌های زمینی در لبنان که در اختیار اسرائیل است به سازمان ملل.

قطعنامه در عین حال تأکید می‌کند:
- اهمیت کنترل کامل لبنان توسط دولت لبنان. (OP3)
- نیاز به رسیدگی فوری به آزادی بدون قید و شرط سربازان اسرائیلی ربوده شده که منجر به بحران کنونی شده است.

قطعنامه همچنین حمایت قوی شورای امنیت را از:
- احترام کامل به خط آبی. (OP 4)
- تمامیت ارضی، حاکمیت و استقلال سیاسی لبنان در مرزهای به رسمیت شناخته شده بین‌المللی آن (OP 5) تکرار می‌کند.

## خلع سلاح گروه‌های مسلح در لبنان
قطعنامه خواستار «اجرای کامل مفاد مربوط به توافق‌ طائف و قطعنامه‌های ۱۵۵۹ (۲۰۰۴) و ۱۶۸۰ (۲۰۰۶) است که خلع سلاح تمامی گروه‌های مسلح در لبنان را الزامی می‌کند، به‌طوری‌ که بر اساس تصمیم کابینه لبنان در ۲۷ ژوئیه ۲۰۰۶، هیچ سلاح یا قدرتی در لبنان جز قدرت دولت لبنان وجود نداشته باشد.»

### حزب‌الله
حزب‌الله در سال ۱۹۸۵ به‌عنوان نتیجه‌ای از اشغال جنوب لبنان توسط اسرائیل که از سال ۱۹۸۲ آغاز شد و تا سال ۲۰۰۰ ادامه داشت، به وجود آمد.
در ۱۴ اوت، حسن نصرالله، رهبر حزب‌الله، در تلویزیون المنار حزب‌الله گفت که او با خلع سلاح حزب‌الله موافق نیست، زیرا ارتش لبنان به اندازه کافی قوی نیست تا از لبنان دفاع کند و ارتش اسرائیل هنوز لبنان را اشغال کرده است و مبارزانش با «تهدید یا فشار» مجبور به خلع سلاح نخواهند شد. به‌طور مشابه، پس از تصویب قطعنامه، وزیر دفاع لبنان الیاس المر در ۱۴ اوت ۲۰۰۶ در یک مصاحبه تلویزیونی گفت که «ارتش برای خلع سلاح حزب‌الله به جنوب لبنان اعزام نخواهد شد.»
به‌زودی پس از تصویب قطعنامه، هم سازمان ملل و هم کشورهای مشارکت‌کننده در یونیفیل مانند فرانسه مسئولیت خلع سلاح حزب‌الله را رد کردند. کوفی عنان، دبیرکل وقت سازمان ملل، اظهار داشت که «خلع سلاح حزب‌الله وظیفه مستقیم سازمان ملل نیست» و تنها می‌تواند به لبنان در خلع سلاح این سازمان کمک کند. عنان سپس در ۲۵ اوت ۲۰۰۶ گفت: «تفاهم این بود که لبنانی‌ها حزب‌الله را خلع سلاح کنند» و «بدیهی است که اگر در مرحله‌ای به مشاوره یا کمکی از جامعه بین‌المللی نیاز داشته باشند و به ما مراجعه کنند، ما آن را بررسی خواهیم کرد، اما نیروها برای خلع سلاح وارد نمی‌شوند.»
اسرائیل، به نوبه خود، اعلام کرد که اگر حزب‌الله طبق درخواست قطعنامه خلع سلاح نشود، اسرائیل به تلاش‌های خود ادامه خواهد داد. مارک ریگو، سخنگوی وزارت امور خارجه اسرائیل، در ۱۸ اوت به آسوشیتد پرس گفت که اسرائیل به تعهدات خود در قطعنامه آتش‌بس سازمان ملل پایبند است و انتظار دارد لبنان نیز همین کار را انجام دهد:
«این قطعنامه به‌وضوح خواستار ایجاد منطقه‌ای بدون حزب‌الله در جنوب رودخانه لیتانی است و هر چیزی کمتر از آن به معنای عدم اجرای قطعنامه است.»
حزب‌الله موافقت کرد که نیروهای خود را در جنوب رودخانه لیتانی خلع سلاح کند، اما نیروهای خود را از جنوب لبنان خارج نکند. محمد شطح، مشاور ارشد نخست‌وزیر لبنان، سینیورا، در ۱۶ اوت گفت: «افراد حزب‌الله کسانی هستند که در جنوب زندگی می‌کنند و خانه‌ها و روستاهای خود را ترک نخواهند کرد، اما حزب‌الله مسلح در جنوب نخواهد بود.» قطعنامه ۱۷۰۱ سازمان ملل تمامی شبه‌نظامیان مسلح را از فعالیت در هر نقطه‌ای از لبنان منع می‌کند («هیچ سلاح یا قدرتی در لبنان جز قدرت دولت لبنان وجود نداشته باشد» و «اجرای کامل مفاد مربوط به توافق‌نامه‌های طائف و قطعنامه‌های ۱۵۵۹ و ۱۶۸۰ که خلع سلاح تمامی گروه‌های مسلح در لبنان را الزامی می‌کند، به‌طوری‌ که بر اساس تصمیم کابینه لبنان در ۲۷ ژوئیه ۲۰۰۶، هیچ سلاح یا قدرتی در لبنان جز قدرت دولت لبنان وجود نداشته باشد»)، اما مشخص نمی‌کند که آیا شبه‌نظامیان باید خلع سلاح شوند یا تحت کنترل دولت لبنان قرار گیرند. عنان با وزیر خارجه اسرائیل، تسیپی لیونی، دیدار کرد و لیونی گفت «توپ اکنون در زمین دولت لبنان است» تا اطمینان حاصل کند که هیچ شبه‌نظامی مسلحی در جنوب لبنان فعالیت نمی‌کند.
در ۲۱ اوت ۲۰۰۶، روزنامه ترکیه‌ای حریت گزارش داد که مقامات ترکیه پنج هواپیمای باری ایرانی و یک هواپیمای سوری را که موشک به حزب‌الله حمل می‌کردند، متوقف کردند. هواپیماها مجبور شدند در فرودگاه دیاربکر در جنوب شرقی ترکیه فرود بیایند. پس از آنکه منابع اطلاعاتی آمریکا دریافتند که سه پرتابگر موشک و جعبه‌های موشک C-802 در هواپیماها وجود دارد که مشابه موشکی بود که کشتی نیروی دریایی اسرائیل «حانیت» را در طول جنگ هدف قرار داد، به هواپیماها اجازه پرواز داده نشد. وزیر دفاع اسرائیل، امیر پرتز، گفت که اسرائیل به جلوگیری از رسیدن سلاح به حزب‌الله از سوریه و ایران ادامه خواهد داد. پرتز  در دیدار با وزیر خارجه ترکیه، عبدالله گل، گفت: «من اجازه نخواهم داد که وضعیت قبل از جنگ بازگردد.» او همچنین خواستار اعزام نیروهای ترکیه به نیروی بین‌المللی مستقر در لبنان شد.
در ژانویه ۲۰۰۷، رئیس اطلاعات نظامی اسرائیل، سرلشکر عاموس یادلین، هم حزب‌الله را به خاطر تجدید تسلیحات و هم سازمان ملل را به خاطر «عدم انجام هیچ کاری برای جلوگیری از آن یا خلع سلاح آنها» مورد انتقاد قرار داد.

### فتح
مونیر المقدح، یکی از اعضای ارشد فتح در لبنان، در ۲۸ اوت ۲۰۰۶ گفت که دولت لبنان از فلسطینیان در اردوگاه‌های پناهندگان در منطقه لیتانی خواست تا بر اساس قطعنامه خلع سلاح شوند. گزارش شده است که نخست‌وزیر لبنان، فؤاد سینیورا، این درخواست را به نماینده فتح در لبنان، عباس زکی، ارائه کرد. المقدح در مصاحبه‌ای با روزنامه اردنی الدستور این درخواست را رد کرد و گفت که قطعنامه شورای امنیت غیرقانونی است زیرا شامل حق بازگشت برای پناهندگان فلسطینی نمی‌شود.»

## نیروهای جدید سازمان ملل برای یونیفیل II

در ۳۰ ژوئن ۲۰۰۶، یونیفیل متشکل از ۱۹۹۰ نیروی نظامی از چین، فرانسه، غنا، هند، ایرلند، ایتالیا، لهستان و اوکراین بود که توسط ۵۰ ناظر نظامی از سازمان نظارت بر آتش‌بس سازمان ملل و حدود ۴۰۰ کارمند غیرنظامی پشتیبانی می‌شد. 

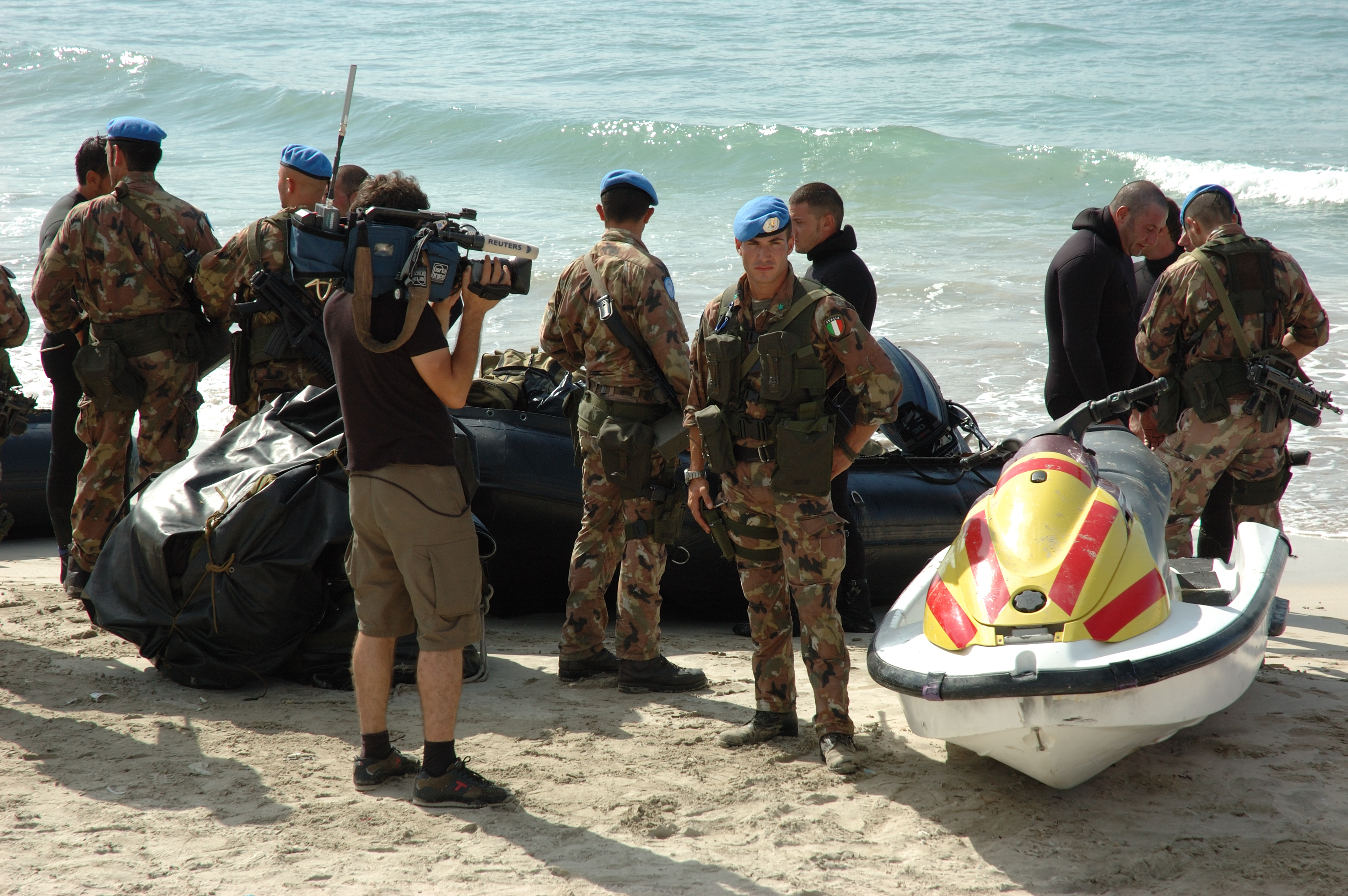
ورود سربازان ایتالیایی سازمان ملل به لبنان، ۲۰۰۶

تا ۸ ژانویه ۲۰۰۷، یونیفیل به ۱۱۵۱۲ نیروی نظامی از کشورهای زیر افزایش یافته است: بلژیک (۳۷۵؛ ۳۹۴ تعهد شده)، چین (۱۹۰)، دانمارک (۷۸، کشتی‌های جنگی؛ ۱۵۰ تعهد شده)، فنلاند (۲۰۵)، فرانسه (۲۰۰۰)، آلمان (۱۵۰۰، کشتی‌ها و هواپیماهای نظارتی؛ ۲۴۰۰ تعهد شده)، غنا (۶۶۰)، یونان (۲۲۵)، گواتمالا (۱)، مجارستان (۴)، هند (۸۷۸)، اندونزی (۸۵۰)، ایرلند (۱۶۴)، ایتالیا (۲۴۱۵؛ فرماندهی نیروهای یونیفیل)، لوکزامبورگ (۲)، مالزی (۲۲۰؛ ۳۶۰ تعهد شده)، نپال (۲۳۴)، هلند (۱۶۱)، نروژ (۱۳۴)، لهستان (۳۱۹)، پرتغال (۱۴۶، مهندسان ساخت و ساز نظامی)، قطر (۲۰۰)، اسلوونی (۱۱)، اسپانیا (۱۲۷۷، وسایل نقلیه زرهی)، کره جنوبی (۲۷۰ نیروی ویژه تعهد شده، ۸۰ نیروی پشتیبانی تعهد شده)، سوئد (۶۸، و یک کشتی)، ترکیه (۵۰۹)، و اوکراین (۲۰۰)، که توسط ۵۳ ناظر نظامی از سازمان نظارت بر آتش‌بس سازمان ملل و حدود ۳۰۸ کارمند غیرنظامی محلی پشتیبانی می‌شوند.
گزارش شده است که کشورهای دیگری تمایل به اعزام نیرو دارند، اما تعداد نیروها را اعلام نکرده‌اند. این کشورها شامل: استرالیا، بنگلادش، بلغارستان (۱۶۰ خدمه ناوچه)، لتونی، لیتوانی، مراکش، نیوزیلند، روسیه (۴۰۰) و تایلند هستند. اسرائیل اعلام کرده است که با حضور نیروهایی از کشورهایی که پیشنهاد اعزام نیرو داده‌اند اما اسرائیل را به عنوان یک کشور به رسمیت نمی‌شناسند، مانند بنگلادش، اندونزی و مالزی، موافق نیست.

## واکنش‌های اولیه
رهبران سراسر جهان توافق را ستودند، در حالی که اشاره کردند این پایان بحران نیست. کابینه لبنان در ۱۲ اوت به اتفاق آرا شرایط را پذیرفت. نصرالله در سخنرانی‌ای که در ۱۲ اوت از تلویزیون المنار حزب‌الله پخش شد، گفت: «ما مانعی برای هیچ تصمیمی که توسط دولت لبنان گرفته شود نخواهیم بود».
دولت اسرائیل شرایط را در ۱۳ اوت پذیرفت، اما تا مهلت خود در ساعت ۸:۰۰ صبح (به وقت محلی) ۱۴ اوت اقدامات تهاجمی را متوقف نکرد. در ۱۳ اوت، اسرائیل برای تصرف هرچه بیشتر مناطق مرتفع قبل از آتش‌بس پیشروی کرد و تا ۱۵ دقیقه قبل از مهلت، اهداف را بمباران کرد. حزب‌الله نیز به آنچه «عملیات دفاعی» می‌نامیدند ادامه داد و عهد کرد تا زمانی که اسرائیل لبنان را اشغال کرده است، عملیات خود را متوقف نکند.
دولت فرانسه قوانین درگیری را مورد انتقاد قرار داد. «من تجربیات ناخوشایند عملیات‌های دیگر را به یاد می‌آورم که در آن نیروهای سازمان ملل نه مأموریت به اندازه کافی دقیقی داشتند و نه وسایل لازم برای اقدام»، وزیر دفاع فرانسه، میشل آلیو-ماری، گفت. «شما نمی‌توانید مردان را بفرستید و به آنها بگویید که باید نظاره‌گر باشند اما حق دفاع از خود یا شلیک ندارند.»

## پیامدها
بندهای قطعنامه که خواستار خلع سلاح همه بازیگران غیردولتی در لبنان و پاکسازی منطقه بین مرز اسرائیل و لبنان و رودخانه لیتانی از همه بازیگران مسلح به جز ارتش لبنان و یونیفیل بودند، هرگز اجرا نشدند. پس از پایان جنگ ۲۰۰۶، حزب‌الله یک زرادخانه شامل ۱۵۰،۰۰۰ راکت و موشک جمع‌آوری کرد و ده‌ها هزار جنگجو دارد. در گزارش سازمان ملل در سال ۲۰۱۵ در این باره آمده است:
وضعیت در منطقه عملیات نیروی موقت سازمان ملل در لبنان (یونیفیل) و در امتداد خط آبی به طور کلی آرام باقی ماند، علیرغم زمینه منطقه‌ای پرتنش و پس از نقض جدی توقف خصومت‌ها بین لبنان و اسرائیل در ۲۸ ژانویه. به طور کلی، علیرغم لفاظی‌های تشدیدکننده در هر دو طرف، مقامات لبنانی و اسرائیلی عزم خود را برای حفظ آرامش در امتداد خط آبی نشان دادند، به تعامل سازنده با یونیفیل از طریق ترتیبات ارتباطی و هماهنگی موجود ادامه دادند و تعهد خود را به اجرای قطعنامه ۱۷۰۱ (۲۰۰۶) تأیید کردند. با این حال، هیچ پیشرفتی در تعهدات باقی‌مانده آنها تحت قطعنامه و هیچ حرکتی به سمت یک آتش‌بس دائمی وجود نداشت.
در این گزارش آمده است که «نقض‌های اسرائیل از حریم هوایی لبنان تقریباً روزانه با وسایل نقلیه هوایی بدون سرنشین و اغلب با هواپیماهای ثابت‌بال، از جمله جت‌های جنگنده ادامه داشت».
در طرف لبنانی، گزارش اشاره می‌کند: «بر اساس مأموریت خود، یونیفیل به طور فعال به دنبال سلاح‌ها در جنوب نمی‌گردد» و «یونیفیل مشاهده کرد که غیرنظامیان با سلاح‌های غیرمجاز در منطقه عملیات حضور دارند... این افراد عمدتاً شامل افرادی بودند که سلاح‌های شکار حمل می‌کردند. با این حال، در چندین مورد، سلاح‌های کوچک، از جمله تفنگ‌ها و حداقل در یک مورد، نارنجک‌اندازهای راکتی، در طول رویدادهای یادبود، از جمله مراسم تشییع جنازه شلیک شدند».
همچنین اشاره شد: «نگهداری سلاح‌ها توسط حزب‌الله و گروه‌های دیگر خارج از کنترل دولت لبنان «نقض قطعنامه است. حزب‌الله می‌گوید که چنین تسلیحاتی «به عنوان یک عامل بازدارنده در برابر تجاوز احتمالی از سوی اسرائیل عمل می‌کند».
در سال ۲۰۱۱، پس از منصوب نجیب میقاتی به عنوان نخست‌وزیر لبنان، سازمان ملل بار دیگر از لبنان خواست تا به شرایط قطعنامه ۱۷۰۱ پایبند باشد.

### ادعاهای نقض قطعنامه توسط حزب‌الله
اسرائیل می‌گوید که حزب‌الله به طور معمول قطعنامه را با آوردن نیروهای خود به جنوب رودخانه لیتانی، گاهی تا مرز با اسرائیل، نقض می‌کند. در سال ۲۰۱۸، ارتش دفاعی اسرائیل مایل‌ها تونل زیرزمینی حزب‌الله به اسرائیل از جنوب لبنان را کشف کرد. حسن نصرالله، رهبر حزب‌الله گفت: «بخشی از برنامه ما در جنگ بعدی ورود به جلیل است، بخشی از برنامه‌ای که ما قادر به انجام آن هستیم، به خواست خدا. مهم این است که ما این توانایی را داریم و سال‌هاست که آن را داریم».
تا فوریه ۲۰۰۹، بسیاری از نکات کلیدی در قطعنامه به طور کافی مورد توجه قرار نگرفته بودند. در یک گزارش ویژه، بان کی‌مون، دبیرکل سازمان ملل متحد، اشاره می‌کند که «حزب‌الله همچنان از ارائه هرگونه اطلاعاتی درباره آزادی یا سرنوشت سربازان ربوده‌شده خودداری می‌کند و شرایط و خواسته‌هایی برای آزادی مطرح می‌کند که بسیار خارج از محدوده قطعنامه ۱۷۰۱ است»، بان در گزارش نوشت. گزارش همچنین اشاره می‌کند که حزب‌الله ذخایر موشک‌ها و راکت‌های خود را در جنوب لبنان تجدید کرده و اکنون دارای ۱۰،۰۰۰ موشک دوربرد و ۲۰،۰۰۰ پرتابه کوتاه‌برد است. آخرین برآورد اسرائیل از ذخایر موشکی حزب‌الله آن را حدود ۱۵۰،۰۰۰  تخمین می‌زند.
سازمان ملل به دلیل عدم اجرای قطعنامه ۱۷۰۱ و عدم توانایی در خلع سلاح یا انحلال حزب‌الله و جلوگیری از استقرار نیروهای آن در جنوب رودخانه لیتانی بر اساس قطعنامه ۱۷۰۱ مورد انتقاد قرار گرفته است. به گفته یک تحلیلگر، «از سال ۲۰۰۶، حزب‌الله به جای آن، جنوب لبنان را، به ویژه شهرها و روستاها در امتداد خط مرزی ۱۲۰ کیلومتری (حدود ۷۵ مایل) را مستحکم کرده است. این گروه میدان‌های تیراندازی غیرمجاز ساخته، راکت‌ها را در زیرساخت‌های غیرنظامی ذخیره کرده، تونل‌هایی به اسرائیل ساخته و بارها یونیفیل را از دسترسی به مناطق خاصی بازداشته است.»
از زمان کشتار ۷ اکتبر حماس در اسرائیل، حزب‌الله به شلیک صدها راکت به مناطق غیرنظامی شمال اسرائیل ادامه داده است. حدود ۳۰۰،۰۰۰ غیرنظامی اسرائیلی به دلیل بمباران داخلی آواره شده و مجبور به فرار به جنوب شده‌اند و بیش از ۲،۰۰۰ ساختمان غیرنظامی توسط راکت‌های حزب‌الله تخریب شده‌اند.
اسرائیل از آن زمان تعدادی از مقامات ارشد حزب‌الله را در جنوب رودخانه لیتانی کشته است، از جمله طالب عبدالله در ۱۱ ژوئن ۲۰۲۴، یک فرمانده ارشد حزب‌الله که در جنوب لبنان بین رودخانه لیتانی و مرز با اسرائیل فعالیت می‌کرد.

### ادعاهای نقض قطعنامه توسط اسرائیل
دولت لبنان ادعا می‌کند که اسرائیل بیش از ۷،۰۰۰ بار قطعنامه را نقض کرده است «با عبور از حریم هوایی لبنان»، آب‌ها و مرز به طور تقریباً روزانه از زمان اجرای قطعنامه با جت‌های جنگنده و پروازهای روزانه وسایل نقلیه هوایی بدون سرنشین در سراسر منطقه جنوبی لبنان.
در طول بمباران‌های جنوب لبنان در آگوست ۲۰۲۱، سیاستمداران دولتی لبنان نگرانی خود را از نقض قطعنامه ۱۷۰۱ ابراز کردند. نخست‌وزیر سابق در آن زمان، سعد حریری، در توییتر نوشت: «... وضعیت در مرز با دشمن اسرائیلی بسیار، بسیار خطرناک است و تهدیدی بی‌سابقه برای قطعنامه ۱۷۰۱ است».

### ادعاهای نقض قطعنامه توسط لبنان
در سال ۲۰۰۹، اسرائیل شکایتی به سازمان ملل ارائه کرد که لبنان به قطعنامه پایبند نیست پس از آنکه یک راکت کاتیوشا از لبنان شلیک شد و در کنار یک خانه در شمال اسرائیل فرود آمد و سه نفر را زخمی کرد. شکایت حق اسرائیل برای دفاع از خود و شهروندانش را تأیید کرد. بعدها در سال ۲۰۰۹، زمانی که سلاح‌هایی که حزب‌الله در یک خانه غیرنظامی در یک شهر لبنانی نزدیک مرز اسرائیل پنهان کرده بود، منفجر شد، هم اسرائیل و هم یونیفیل شکایت کردند که قطعنامه ۱۷۰۱ توسط لبنان و حزب‌الله نقض شده است. ارتش اسرائیل تخمین می‌زند که تعداد خانه‌های غیرنظامی در جنوب لبنان که برای ذخیره سلاح‌ها استفاده می‌شوند، به صدها می‌رسد.
اسرائیل همچنین ارتش لبنان را که مسئول اجرای قطعنامه است، به همکاری با حزب‌الله در اطمینان از پاکسازی شواهد نقض قطعنامه قبل از اجازه دادن به نیروهای حافظ صلح سازمان ملل برای انجام وظیفه خود، متهم کرد. دو روز بعد، پانزده غیرنظامی لبنانی از کفر شوبا، با حمل پرچم‌های لبنان و حزب‌الله، وارد مزارع شبعا که تحت اشغال اسرائیل است، شدند. ارتش اسرائیل به این تحریک واکنشی نشان نداد، اما تأکید کرد که این نقض قطعنامه ۱۷۰۱ است. سازمان ملل تأیید کرد که حزب‌الله قطعنامه را نقض کرده و این گروه در حال تجدید تسلیحات است.

## تحولات بعدی
پس از حمله حماس در ۷ اکتبر به اسرائیل، حزب‌الله، حماس و دیگر گروه‌های شبه‌نظامی در جنوب لبنان به طور مداوم به شهرهای اسرائیلی راکت شلیک کرده و به مواضع نیروهای دفاعی اسرائیل در مرز اسرائیل-لبنان حمله کردند. در ۲۱ نوامبر ۲۰۲۳، وزیر امور خارجه اسرائیل، الی کوهن، به شورای امنیت سازمان ملل هشدار داد که در صورت عدم اجرای کامل قطعنامه ۱۷۰۱ شورای امنیت سازمان ملل، احتمال وقوع جنگ منطقه‌ای وجود دارد.
در ۸ ژانویه ۲۰۲۴، وزیر امور خارجه لبنان، عبدالله بو حبیب، خواستار راه‌حل دیپلماتیک برای حل مناقشه اسرائیل-حزب‌الله از طریق «اجرای کامل» قطعنامه شد.